# روزدلينا
روزدلينا هي مدينة من مدن أوكرانيا. يبلغ عدد سكانها 17,227 نسمة وذلك حسب إحصائيات سنة 2024. يبلغ ارتفاع المدينة عن سطح البحر قرابة 134 متر. تبلغ مساحتها 7.2 كم².

## معرض صور

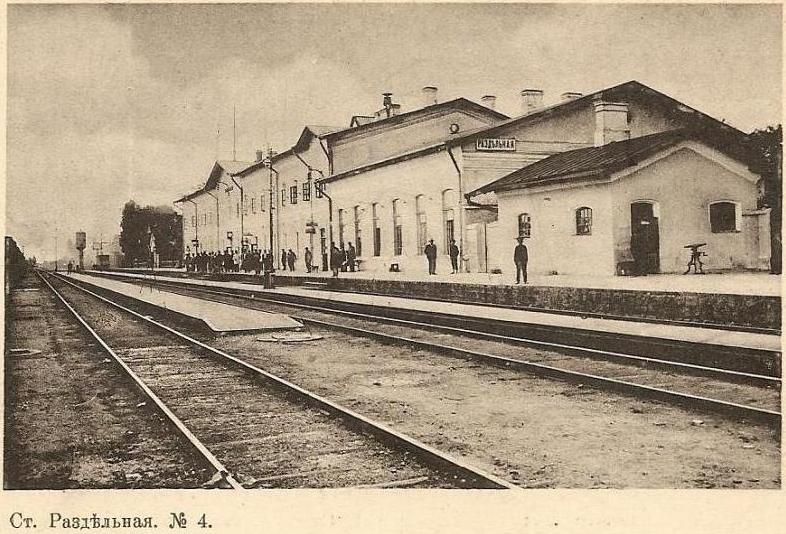
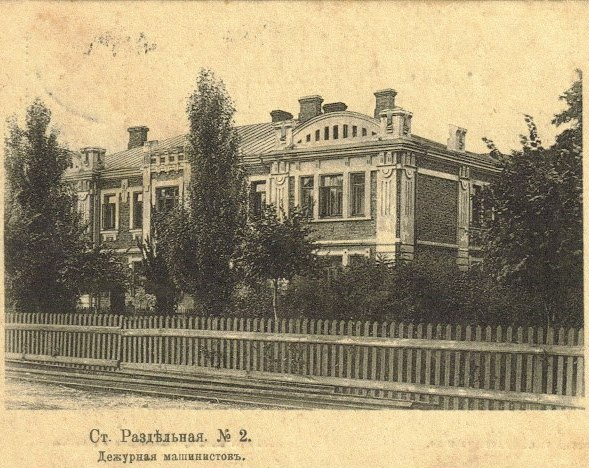
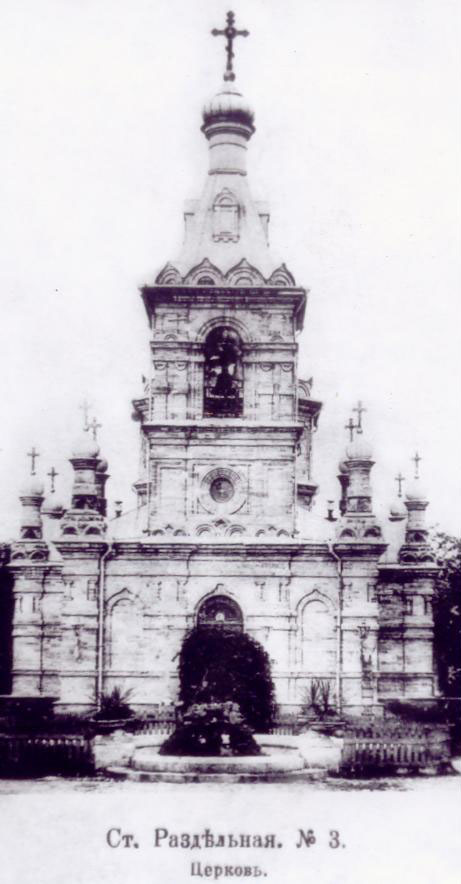

## وصلات خارجية
- الموقع الرسمي